# Flagrax auberti
Flagrax auberti is een keversoort uit de familie netschildkevers (Lycidae). De wetenschappelijke naam van de soort werd in 1881 gepubliceerd door Jules Bourgeois.